# Oberaußemer Mühle

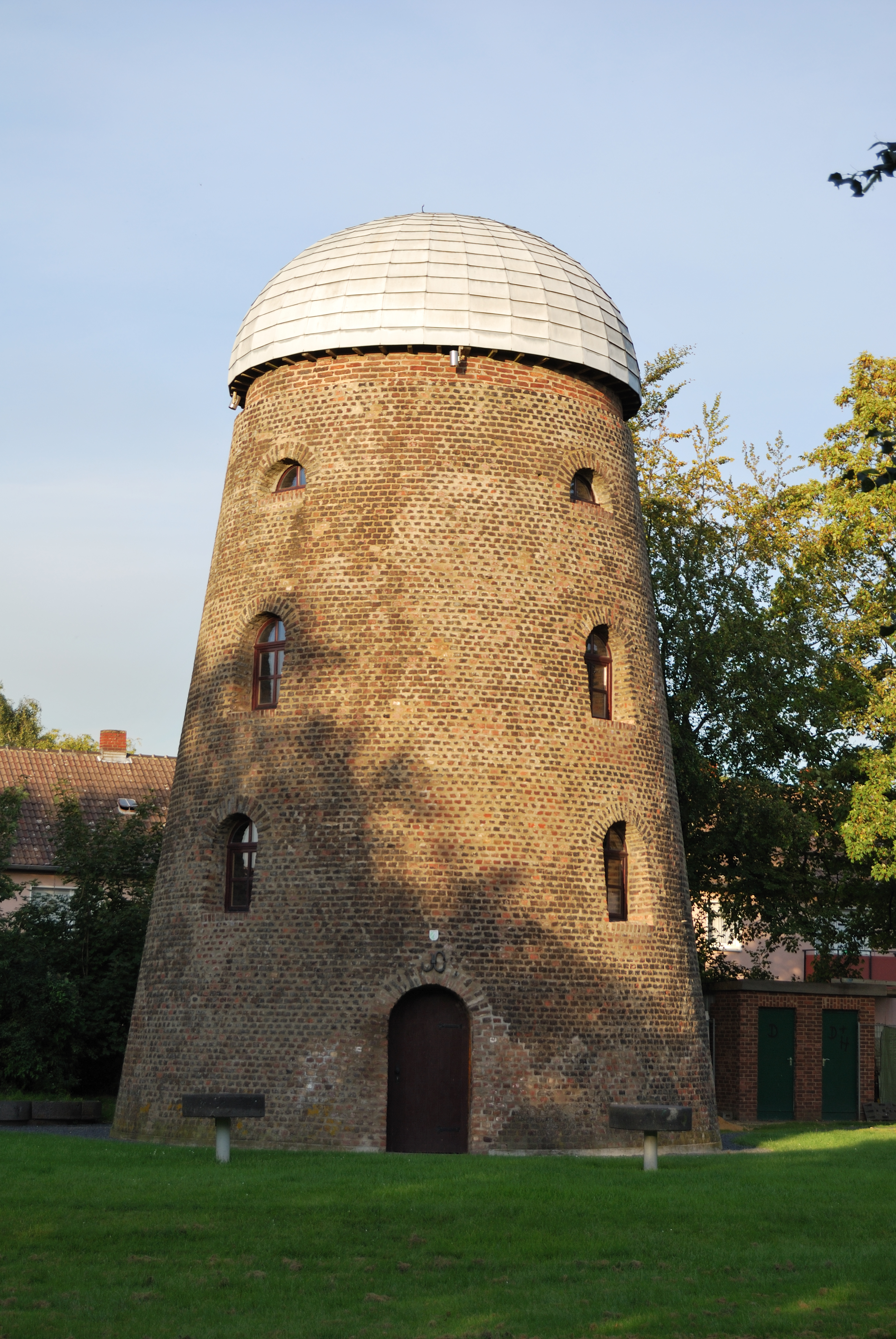
Die restaurierte Mühle

Die Oberaußemer Mühle ist ein aus Backstein errichteter Turmholländer in Oberaußem.

## Geschichte

### Baujahr
Das Baujahr der Oberaußemer Windmühle war lange unklar. Lange wurde angenommen, dass die Mühle schon im Jahre 1813 errichtet wurde. Grund zu dieser Annahme ist eine über dem Haupttor befindliche Inschrift:
"Gott behüt in allen Gefahren die auf ihn vertrauen. J.W. Baumann liess diese Mühle erbauen. Anno 1813 Gabr. Stark".
Bezogen auf die hier genannte Zahl wurde 2013 das 200-jährige Jubiläum gefeiert.
Wahrscheinlicher ist jedoch das Baujahr 1846, da schon der Hauptlehrer Josef Dürbaum in seiner 1912 erschienenen Dorfchronik dieses Jahr als Baujahr nannte. Bei Recherchen stieß 2013 ein Lokalhistoriker durch Zufall auf ein Amtsblatt vom 22. Dezember 1845, in dem der Paffendorfer Bürgermeister die Bauabsichten des Müllers Baumann öffentlich machte.
Somit scheint das bisher angenommene Baujahr falsch zu sein, vielmehr könnte es sich hierbei um das Geburtsjahr des Erbauers handeln.

### Außerbetriebnahme
Nach 60 Jahren Betriebszeit wurde die Windmühle 1906 außer Betrieb genommen und durch eine modernere, motorbetriebene Mühle ersetzt. Alter und neuer Müller war der Landwirt Peter Wintz, Besitzer eines Teils des Abtshofes, der die neue Mühle in direkter Nachbarschaft zu seinem Haus an der Bergheimer Straße errichtete.

Nach der Stilllegung wurde die alte Mühle dem Verfall preisgegeben. Im Zuge des Zweiten Weltkriegs diente sie tieffliegenden Jagdflugzeugen als Zielscheibe, nach dem Krieg verfiel sie endgültig zur Ruine. Zum Schutz der Jugend, die die Ruine als Spielplatz benutzte, wurden Anfang der 1960er Jahre die letzten Reste der Inneneinrichtung und der Flügel demontiert, das Dach wurde erneuert und alle Öffnungen wurden zugemauert.

### Restaurierung
Seit 2005 wurde die Mühle vom Stadtteilforum Oberaußem restauriert. Die alten Fenster- und Türöffnungen wurden wieder geöffnet, im Inneren wurden umfassende Modernisierungsarbeiten durchgeführt. Geplant war ihre Nutzung als  Veranstaltungsort, als Lager für das Stadtteilforum und für private Zwecke. Um ihren Erhalt kümmert sich der Mühlenverein Oberaussem e.V.

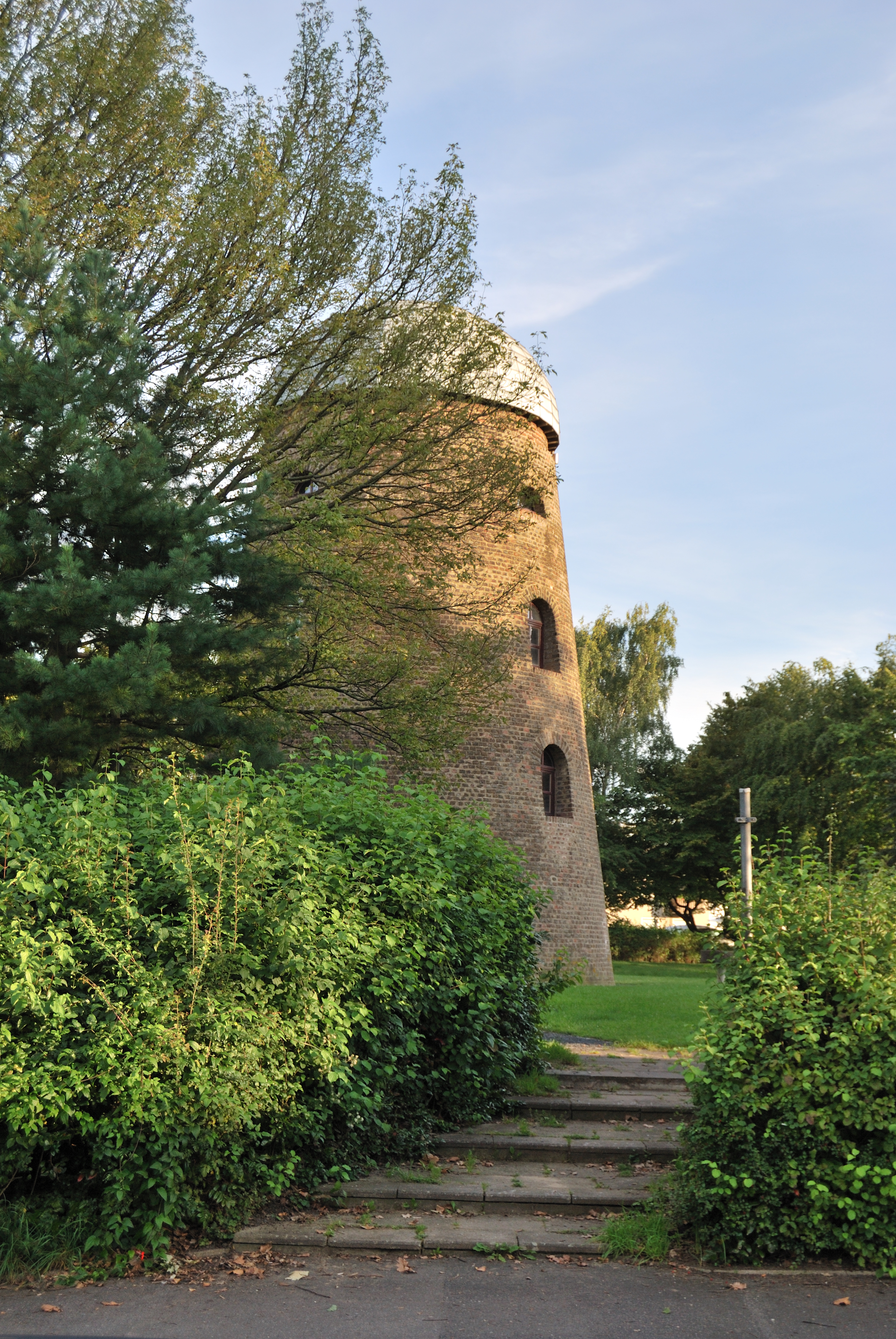
Die Mühle von der Straße aus gesehen

## Bedeutung
Schon früh wurde die Windmühle, gut sichtbar auf dem Tonnenberg gelegen, als Orientierungspunkt benutzt. So wurde die Mühle beispielsweise dazu genutzt, um 1856 das Konzessionsgebiet der Grube Giesberg-Fortuna festzulegen.